# Podgora (Lopare)
Pour les articles homonymes, voir Podgora.
Podgora (en serbe cyrillique : Подгора) est un village de Bosnie-Herzégovine. Il est situé dans la municipalité de Lopare et dans la république serbe de Bosnie. Selon les premiers résultats du recensement bosnien de 2013, il compte 263 habitants.
Avant 1998, le village faisait entièrement partie de la municipalité de Lopare ; après 1998, son territoire a été partiellement rattaché à la municipalité de Sapna nouvellement créée et intégrée à la fédération de Bosnie-et-Herzégovine.

## Démographie

### Évolution historique de la population dans la localité
| 1948 | 1953 | 1961 | 1971 | 1981 | 1991 | 2013 |
| ---- | ---- | ---- | ---- | ---- | ---- | ---- |
| -    | -    | 679  | 627  | 599  | 519  | 263  |

|  |